# Pimprenelle
Pour l’article homonyme, voir Bonne nuit les petits pour le personnage de Pimprenelle.
Sanguisorba minor
Espèce
Classification phylogénétique
La pimprenelle, appelée aussi petite pimprenelle ou sanguisorbe (Sanguisorba minor ou Poterium sanguisorba), est une espèce de plantes à fleurs de la famille des rosacées.

## Étymologie
Le nom vernaculaire de Pimprenelle vient du latin pipinella, « boucage », en raison de l'odeur de bouc de certaines espèces. Le nom de genre Poterium désignait en latin et en grec (potêrion) un astragale épineux. L'épithète spécifique sanguisorba vient du latin sanguis « sang », et sorbere « humer, absorber », faisant référence aux propriétés hémostatiques de la plante, liées aux tanins contenus dans la racine de celle-ci.

## Description
C'est une plante herbacée vivace aux feuilles surtout basales et pennées (jusqu'à 12 paires de folioles arrondies dentées). Les fleurs vertes sont très petites et denses, en têtes globuleuses (épis), les supérieures femelles avec des styles rouges, les inférieures mâles avec des étamines pendantes aux anthères jaunes.
La pimprenelle est une plante polygame : un même pied porte à la fois des fleurs unisexuées mâles, d'autres unisexuées femelles et encore d'autres hermaphrodites.

## Aire de répartition
C'est une plante commune dans toute l'Europe, des prés secs et des terrains pauvres, surtout sur sol calcaire.

## Utilisations

### Cuisine
Les feuilles ont un goût de concombre caractéristique, c'est pourquoi elles sont parfois utilisées pour agrémenter les salades ou pour agrémenter les plats en sauce, avec d'autres fines herbes. la pimprenelle est entièrement comestible, et riche en vitamine C.

### Usage médicinal
La pimprenelle est utilisée en usage interne, notamment pour ses propriétés astringentes, anti-diarrhéiques, diurétiques, digestives et toniques, ainsi qu'en usage externe (cataplasme), pour ses propriétés astringentes, cicatrisantes et hémostatiques.

#### Principes actifs
Les principes actifs de la pimprenelle sont entre autres : flavonoïdes, vitamine C, acide ursolique, tanins (racines)[réf. souhaitée].

### Plante prairiale
Elle est présente dans les prairies permanentes sur sol sec et calcaire. Elle n'est que très rarement semée, par exemple dans les mélanges spéciaux (dose : 2 à 3 kg/ha de pimprenelle) pour prés secs en agriculture biologique.

## Autres espèces
Outre la petite pimprenelle (Sanguisorba minor) :
- Grande pimprenelle ou Pimprenelle officinale (Sanguisorba officinalis) ;
- Pimprenelle épineuse (Sarcopoterium spinosum).

## Symbolique

### Prénom
- En France, Pimprenelle est un prénom révolutionnaire. C'est un prénom rare (donné à 8 nourrissons en 2007).
- Il s'agit également du prénom de l’héroïne de Bonne nuit les petits[6].
- Pimprenelle est le nom du professeur Pokémon dans Poké-radar. Elle fait également une apparition dans Pokémon Soleil, Lune, Ultra Soleil et Ultra Lune.
- C'est aussi le prénom d'une des trois bonnes fées dans La Belle au bois dormant.

### Calendrier républicain
- Dans le calendrier républicain, la Pimprenelle était le nom attribué au 17e jour du mois de floréal[7], généralement chaque 6 mai du calendrier grégorien.

## Galerie

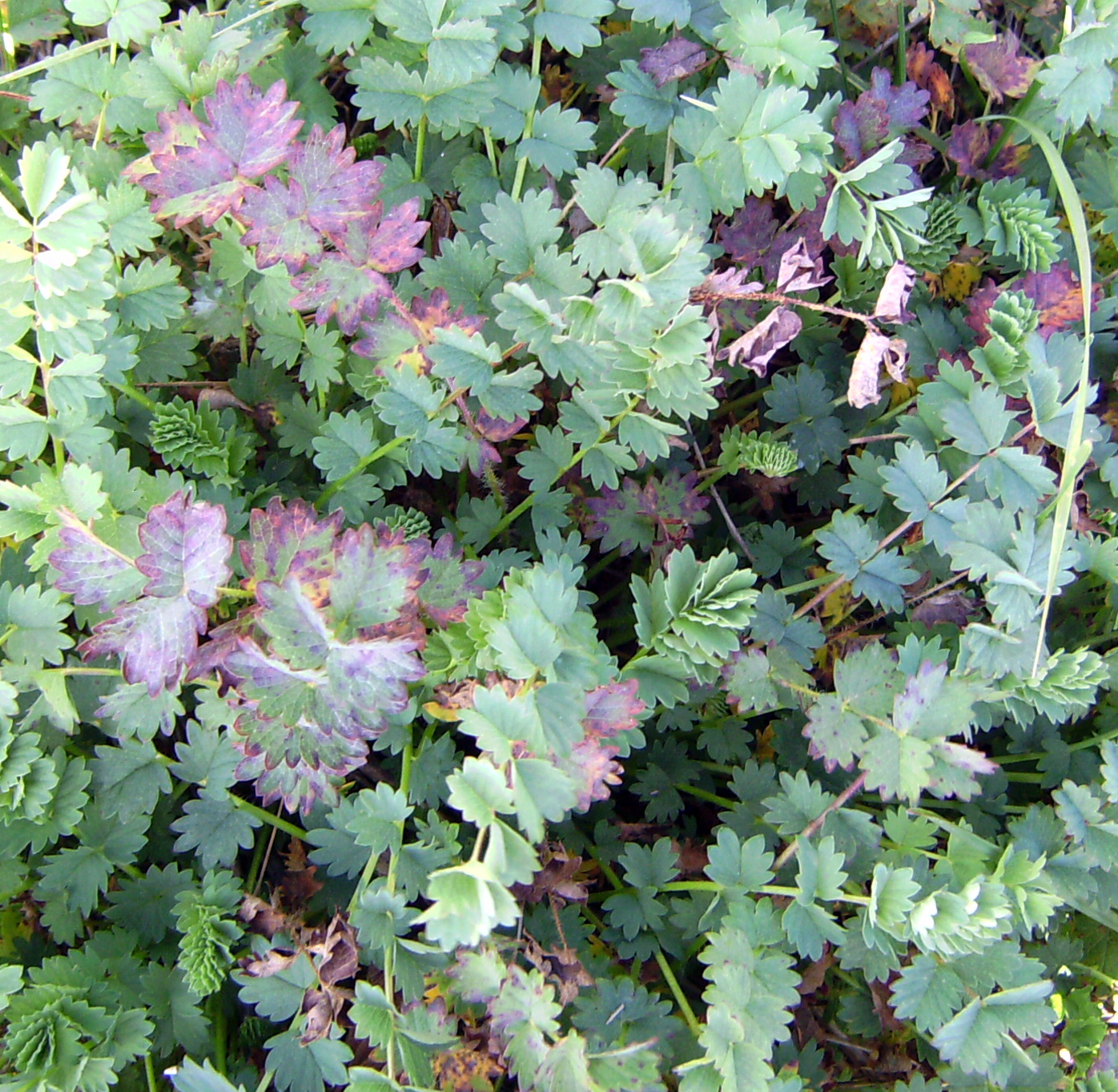
Feuilles.
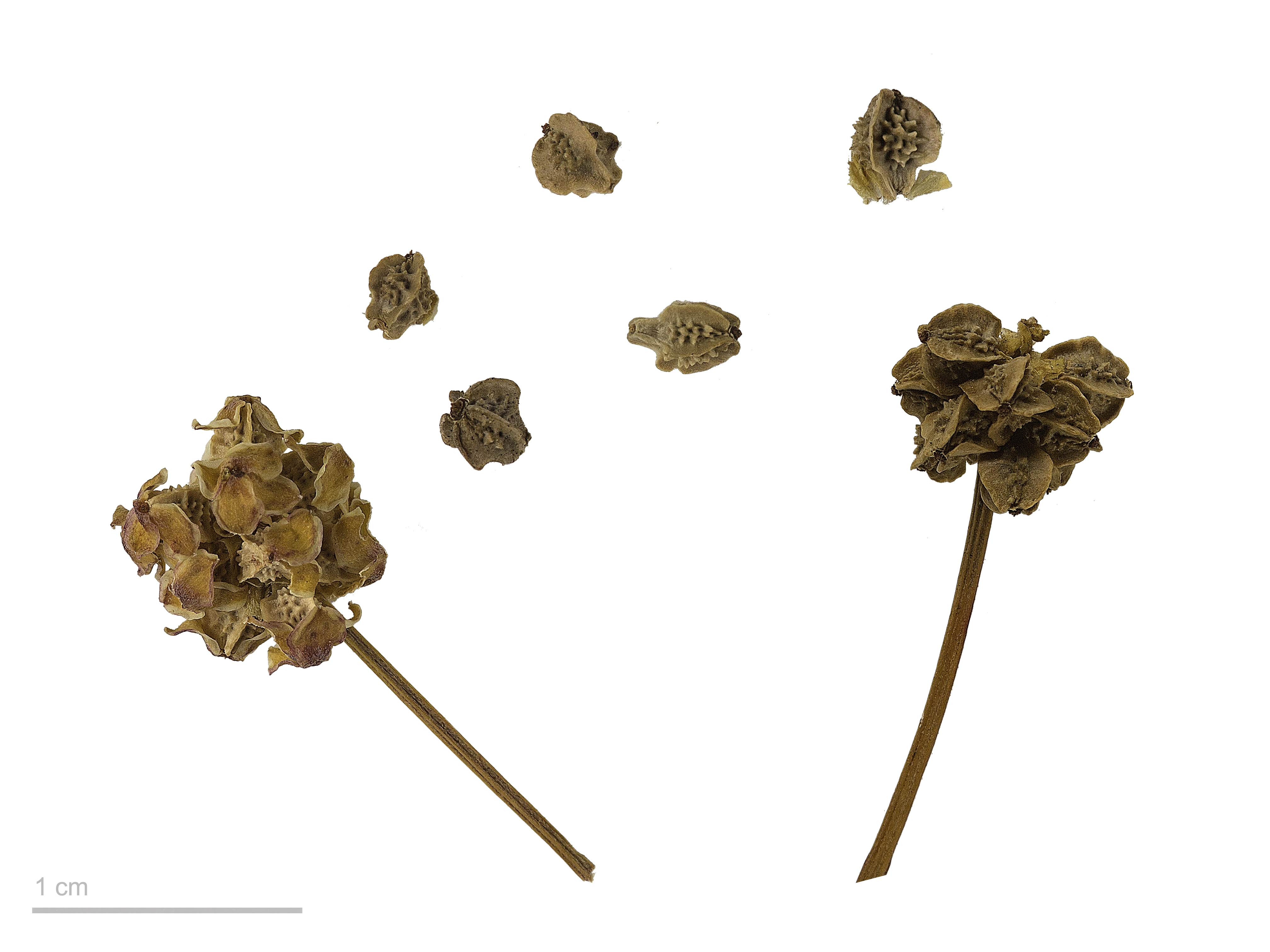
Sanguisorba minor au muséum de Toulouse.
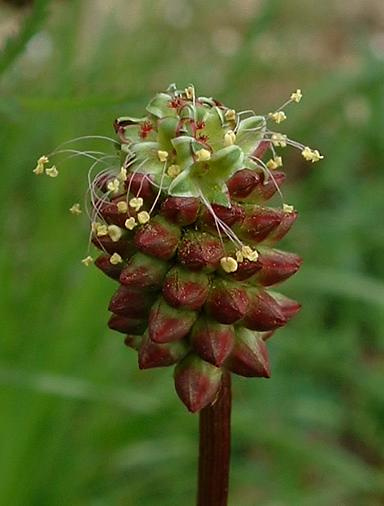
Détail de l'inflorescence.
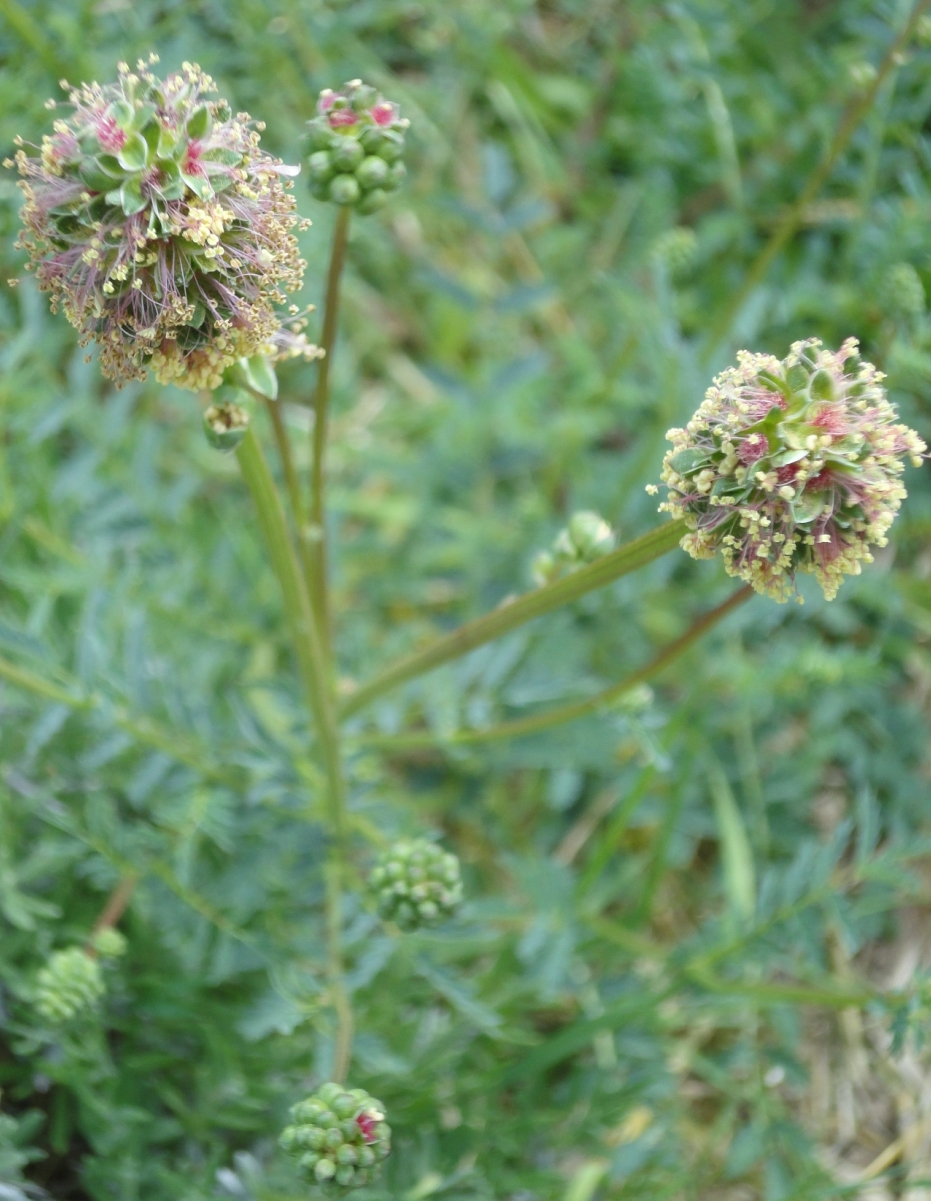
Pimprenelle en fleur.
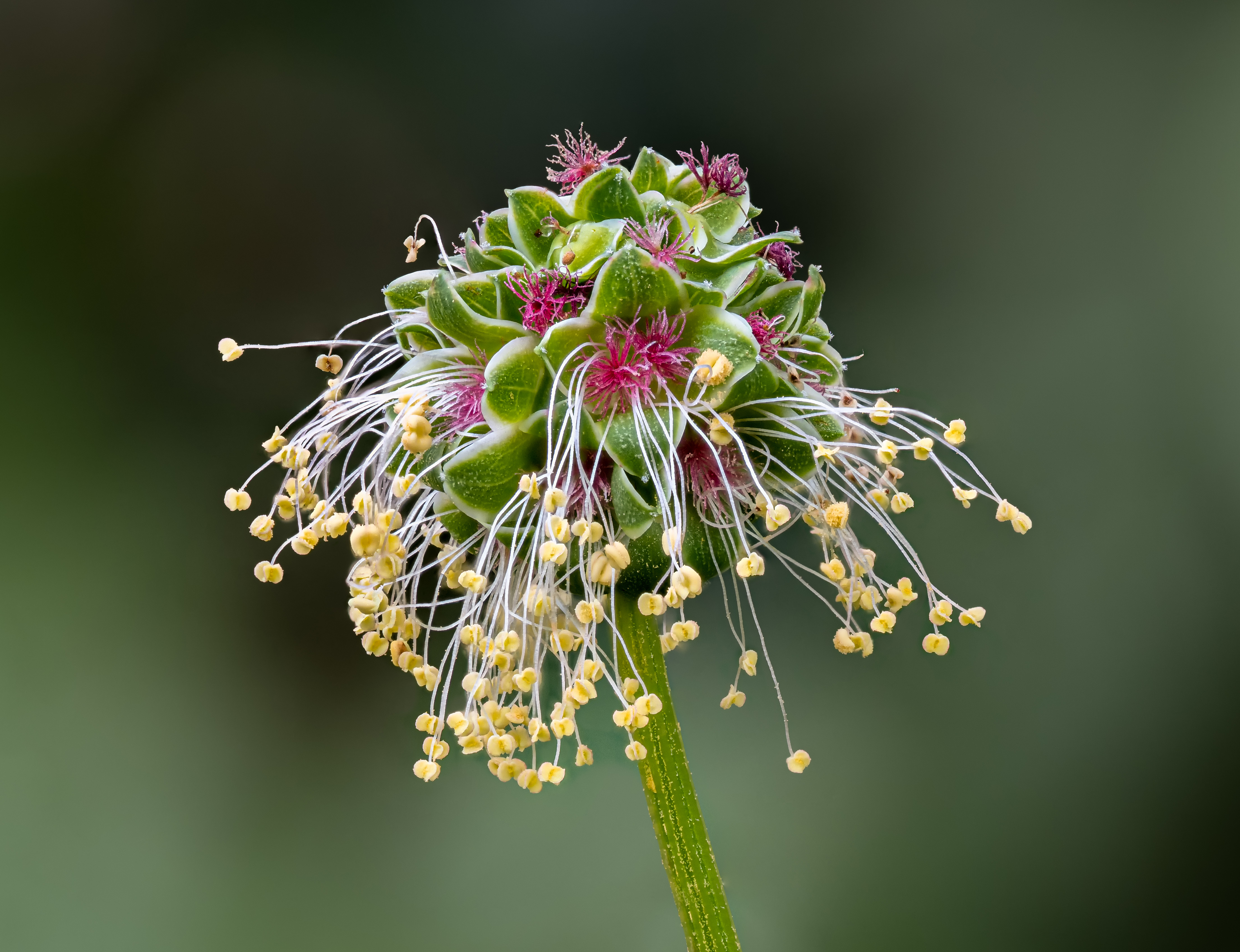
Encore en fleur.